# レオポルト・アントニーン・コジェルフ

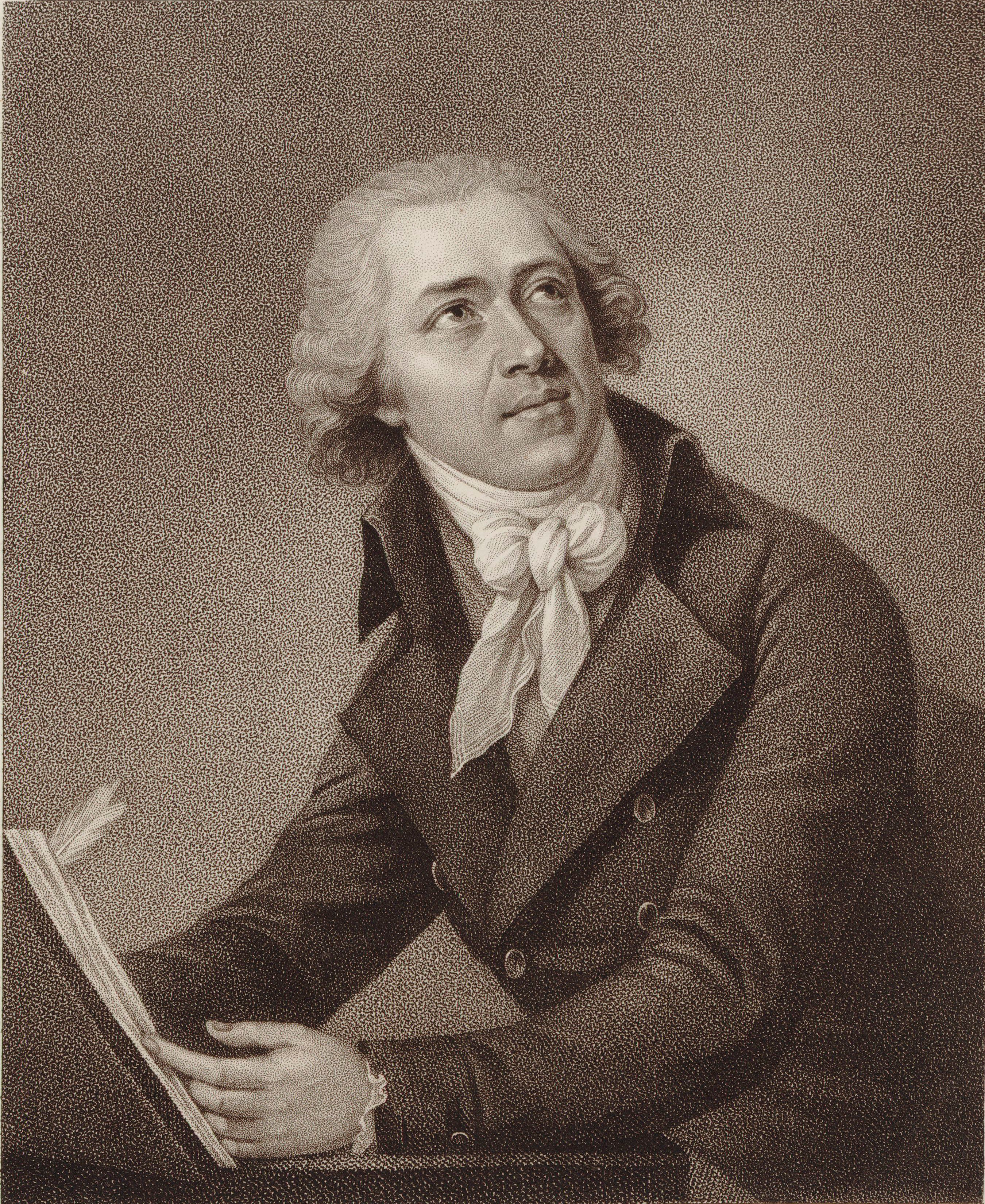
コジェルフ

レオポルト・アントニーン・コジェルフ（Leopold Antonín Koželuh, *1747年6月26日 プラハ近郊ヴェルヴァリ - †1818年5月7日 ウィーン）は、ボヘミア出身のウィーンの作曲家・音楽教師。生前はドイツ語名レオポルト・アントン・コツェルフ（Leopold Anton Kozeluch）として有名だった。父親アントン・バルトロメウスは教師であり、従兄ヤン・コジェルフも作曲家、娘カタリナはピアニストであった。

## 生涯
地元ヴェルヴァリでアントン・クビックに最初の音楽教育を受け、後に従兄ヤンに師事。プラハのギムナジウムに学んだ後、法学を修めてから音楽に再び専念する。
1771年にプラハの国立劇場において、バレエ音楽によって作曲家デビューを果たす。その後7年間にプラハ国立劇場のために約25曲を作曲。1778年にウィーンに上京し、一時期ヨハン・ゲオルク・アルブレヒツベルガーの薫陶を受ける。短期間のうちに名ピアニストへと腕を上げ、ゲオルク・クリストフ・ヴァーゲンザイルの後任として、オーストリア帝室音楽教師に就任。1781年には、ザルツブルク大司教の専属オルガニストの職を断っている。
1784年からは楽譜出版業も手掛け、モーツァルトも彼の出版社から作品を出版した。モーツァルトの死を受けて1792年に帝室宮廷楽長と宮廷作曲家を兼務（俸給は宮廷に嫌われたモーツァルト（700フローリン）の倍以上の1700フローリンだった）。特別な弟子は自宅で個人指導した。
コジェルフはすでに存命中からヨーロッパ全土で評価を受けていた。しかし最晩年になると多くの批評家から、書き飛ばしているという非難の声が次第に高くなっていった。モーツァルトやベートーヴェンから受けた歯に衣着せぬ酷評は、今日になるまで忘れられていない。とはいえ、ベートーヴェン、シューベルトへの影響ははかり知れない。事実、彼の数作品は長らくベートーベンのものと誤認されていたほどである。
コジェルフは熱心なフリーメイソン会士であり、ウィーンのいくつかのロッジに参加している。

## 作品
バレエの他にオラトリオ、交響曲、ピアノ協奏曲、ピアノ三重奏曲などの作品を多く残した（歌劇も6曲作曲したが全て失われた）。音楽学者ミラン・ポシュトルカが作品を整理し、P（ポシュトルカ）番号を与えた。現在は作品を明示するのに、この番号を使うことが多い。
詳細な作品表が英語版レオポルト・コジェルフの項目にあるので、参照のこと。
- オラトリオ 《エジプトのモーゼ》、P XVI:1　【演奏例】
- 交響曲 ハ長調 Op.24-1、 P I: 6　【演奏例】
- ピアノ協奏曲 ト長調 Op.11、 P IV: 3　【演奏例】
- 四手連弾ピアノ協奏曲 変ロ長調、P IV:8　【演奏例】
- クラリネット協奏曲 第1番 変ホ長調、 P V: 1　【演奏例】
- 協奏交響曲（トランペット・ピアノ・マンドリン・コントラバスのための） 変ホ長調、 P II: 1　【演奏例】